# 古河駐屯地
古河駐屯地（こがちゅうとんち、英語: JGSDF Camp Koga）は、茨城県古河市上辺見1195に所在し、第1施設団本部等が駐屯する陸上自衛隊の駐屯地である。

## 概要
1954年（昭和29年）2月、三菱重工業（東日本重工業古河工場）の跡地に北古河駐屯地と南古河駐屯地として開設。
1961年（昭和36年）8月、北古河駐屯地と南古河駐屯地が併合され、古河駐屯地となる。
茨城県、栃木県、群馬県、埼玉県、千葉県の計5つの県の県境付近にあり、北関東圏の交通結節点にあたる。東北地方と関東地方の流通を管制できる重要な地点である。
最寄の演習場は、三国橋演習場と板倉演習場。駐屯地司令は、第1施設団長が兼務。

## 沿革
保安隊
- 1954年（昭和29年）2月15日：
  - 北古河駐屯地

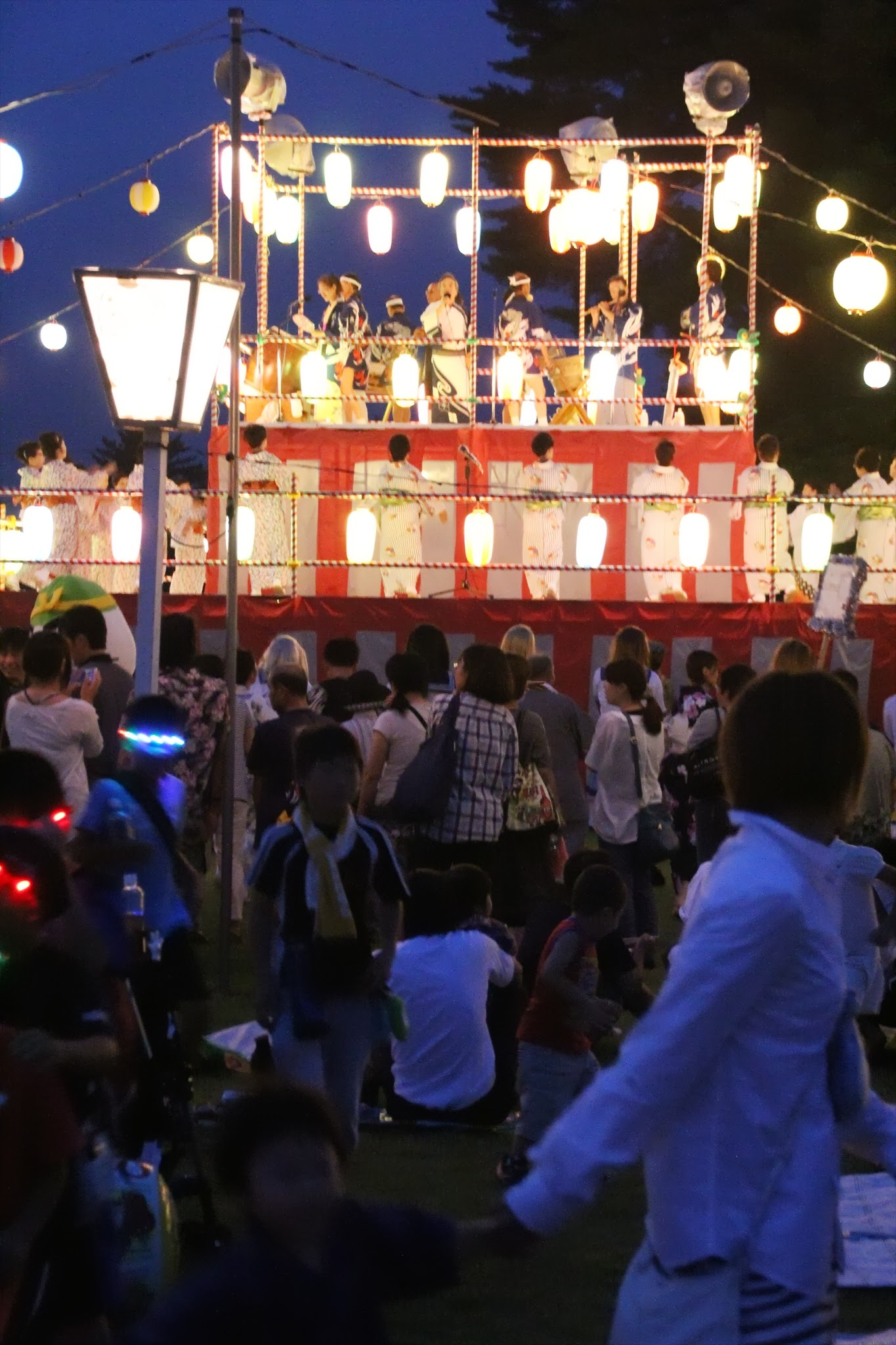
古河駐屯地納涼大会

    1. 施設補給処が松戸駐屯地から北古河駐屯地に移駐[3]。
    2. 第301施設野外整備中隊が新編され、施設補給処に隷属。
    3. 第301給水中隊が豊川駐屯地から移駐し、施設補給処に隷属。
    4. 会計隊・警務分遣隊・調査分遣隊・無線隊が発足。

  - 南古河駐屯地

  1. 第1施設大隊が豊川駐屯地から移駐。
  2. 南古河駐屯地業務隊が新編。

保安隊北古河駐屯地・南古河駐屯地
- 1954年（昭和29年）2月20日：保安隊の北古河駐屯地・南古河駐屯地として新設[4]。

陸上自衛隊北古河駐屯地・南古河駐屯地
- 1954年（昭和29年）7月1日：陸上自衛隊設置に伴い北古河駐屯地・南古河駐屯地が開設される[5][6]。

- 1955年（昭和30年）：

1. 施設補給処を改編。
2. 調査分遣隊を調査隊古河派遣隊に改称。

- 1958年（昭和33年）：

1. 施設補給処を改編。
2. 第307施設野外整備中隊が新編され、施設補給処に隷属。

- 1960年（昭和35年）1月14日：

1. 施設補給処を改編。
2. 東部方面施設野整備隊の新編に伴い、第301給水中隊および第301、第307各施設野外整備中隊が東部方面隊に隷属。
3. 重無線隊が第304基地通信隊に改編。
4. 警務分遣隊が第311警務隊北古河派遣隊に改編。
5. 警備区域の変更（茨城県西全域）。

陸上自衛隊古河駐屯地
- 1961年（昭和36年）8月17日：

1. 北古河駐屯地と南古河駐屯地が併合され、古河駐屯地となる[2]。
2. 南古河駐屯地業務隊が古河駐屯地業務隊に改称。

- 1962年（昭和37年）1月18日：第1施設大隊を改編。
- 1963年（昭和38年）：第311警務隊北古河派遣隊が第313警務警務隊古河派遣隊に改称。
- 1965年（昭和40年）：施設補給処の第1施設群本部および本部中隊、第301施設補給中隊、第301施設重修理中隊、第301施設部品補給中隊を廃止。
- 1972年（昭和47年）：東部方面施設野整備隊を改編（廃止）。
- 1973年（昭和48年）3月27日：第313警務警務隊古河派遣隊を第112地区警務隊古河連絡班に改編。
- 1975年（昭和50年）3月26日：

1. 施設補給処整備部を改編。
2. 第304基地通信隊を第316基地通信中隊古河派遣隊に改称。

- 1995年（平成07年）：

1. 施設補給処内に補給統制本部プレ準備隊を編成。
2. 第316基地通信中隊古河派遣隊が第320基地通信中隊へ編入。

- 1998年（平成10年）3月26日：補給統制本部の新編により施設補給処を廃止し、関東補給処古河支処を新編。
- 2001年（平成13年）3月2日：

1. 第1施設大隊が朝霞駐屯地へ移駐。
2. 第1施設団が朝霞駐屯地から移駐（駐屯地司令が古河支処長から第1施設団長へ）。
3. 第102施設直接支援大隊準備隊が発足。

- 2002年（平成14年）：

1. 第1施設団長が茨城警備隊区長となる。
2. 第102施設直接支援大隊（第1施設団を支援）が新編。
3. 第101施設器材隊を改編し、隷下に特殊器材中隊を新編。

- 2008年（平成20年）3月26日：

1. 第4施設群第362施設中隊が宇都宮駐屯地から移駐。
2. 第112地区警務隊古河連絡班を第127地区警務隊古河連絡班に改称。

- 2009年（平成21年）3月30日：第2高射特科群第337高射中隊、第301高射直接支援中隊第1直接支援小隊が朝霞駐屯地から移駐。
- 2011年（平成23年）4月22日：第362施設中隊を第389施設中隊（コア化中隊）へ改編。
- 2016年（平成28年）3月28日：

1. 第4施設群第389施設中隊を廃止。
2. 第102施設直接支援大隊第1直接支援中隊古河派遣隊（第389施設中隊を支援）を廃止。

## 駐屯部隊等

### 東部方面隊隷下部隊・機関
- 第1施設団
  - 第1施設団本部
  - 第1施設団本部付隊
  - 第101施設器材隊
  - 第301ダンプ車両中隊
- 第2高射特科群
  - 第337高射中隊
- 東部方面後方支援隊
  - 第102施設直接支援大隊：第1施設団を支援
    - 第102施設直接支援大隊本部
    - 第102施設直接支援大隊本部付隊
    - 整備隊

  - 第301高射直接支援中隊
    - 第1直接支援小隊：第337高射中隊を支援
- 関東補給処
  - 古河支処
- 東部方面会計隊
  - 第341会計隊
- 東部方面システム通信群
  - 第105基地システム通信大隊
    - 第320基地通信中隊
      - 古河派遣隊
- 古河駐屯地業務隊

### 防衛大臣直轄部隊
- 東部方面警務隊
  - 第127地区警務隊
    - 古河連絡班

## 過去の駐屯部隊・機関
- 施設補給処：1954年（昭和29年）2月15日～1998年（平成10年）3月25日の間。「関東補給処古河支処」に改編。
- 第1施設大隊：1954年（昭和29年）2月15日～2001年（平成13年）3月2日の間。朝霞駐屯地へ移駐。
- 第4施設群第362施設中隊：2008年（平成20年）3月26日～2011年（平成23年）4月21日廃止。第389施設中隊へ改編。
- 第4施設群第389施設中隊：2011年（平成23年）4月22日～2016年（平成28年）3月28日廃止。
- 第102施設直接支援大隊第1直接支援中隊古河派遣隊：2011年（平成23年）4月22日～2016年（平成28年）3月28日廃止。

## 最寄の幹線交通
- 高速道路：首都圏中央連絡自動車道境古河IC
- 一般道：国道4号、国道50号、国道125号、国道354号、茨城県道56号つくば古河線、茨城県道124号新宿新田総和線、茨城県道250号古河総和線
- 鉄道：JR東日本宇都宮線（東北本線） 古河駅
- 飛行場：竜ヶ崎飛行場（定期便無し）

## 重要施設
- 新筑波変電所（超高圧変電所）（結城郡八千代町）
- 新古河変電所（超高圧変電所）（猿島郡境町）
- NTT名崎無線送信所（古河市）
- KDDI八俣送信所（古河市）